# Rey Misterio, Sr.
Ne pas confondre avec son neveu : Rey Mysterio
Pour les articles homonymes, voir Miguel Ángel López, Miguel López, López, Miguel Díaz (homonymie) et Diaz.
Rey Misterio, Sr., nom de ring de Miguel Ángel López Díaz, est un catcheur mexicain, entraîneur de catch et acteur né le 8 janvier 1958 à Tijuana (Basse-Californie) et mort le 20 décembre 2024.
Il commence sa carrière de catcheur en 1976 et il lutte durant près de 40 ans principalement au Mexique. Il est cependant plus connu comme entraîneur puisqu'il a formé son neveu qui va reprendre son nom de ring ainsi que d'autres catcheurs mexicains ou latino-américain.

## Biographie
Oncle de Rey Mysterio, Jr., son nom se traduit directement en Roi Mystère. Il a été l'une des stars les plus prometteuses au Mexique dans les années 1970 et 1980.

### Carrière
Rey Mysterio, Sr. a commencé par une formation de boxeur. Mais plus tard, lorsqu'il a grandi, son corps avait déjà encaissé un tel nombre d'impacts qu'il avait perdu une partie de sa capacité à perforer la défense de ses adversaires. Quand ses formateurs l'ont informé qu'il pouvait encore cogner dur, ils lui ont proposé de faire du catch. Son frère n'a pas tardé à le prendre sous son aile pour le former aux subtilités du catch et de la lucha libre. Le 6 janvier 1976, Mysterio a finalement fait ses débuts en tant que lutteur dans une rencontre intitulée Jour des Rois, ou Día de los Reyes.
Il est apparu à la World Championship Wrestling 's Starrcade 1990 Pay-Per-View cas où il fait équipe avec Konnan et a participé à la Pat O'Connor Memorial International Cup comme représentant du Mexique. Au premier tour, l'équipe a vaincu Chris Adams et Norman Smiley, qui représentaient le Royaume-Uni, mais se sont heurtés aux Steiner Brothers au deuxième tour.
En 1987, Rey Misterio, Sr. a ouvert une salle de gym avec Negro Casas et Super Astro. Sa première classe inclut de futures superstars internationales telles que Konnan, Psicosis, Halloween, Damian 666 et son neveu Rey Mysterio Jr.
Rey Misterio, Sr. est également connu pour avoir formé des lutteurs comme Casandro, Eiji Ezaki, Extassis, Extreme Tiger, Fobia, Misterioso, Pequeño Damián 666, Ruby Gardenia, seigneur de guerre, Venum Black, et X-Torm.

## Palmarès

### Championnats remportés
Asistencia Asesoría y Administración
- 1 fois IWC Television Champion
- 2 fois IWC World Middleweight Champion

Pro Wrestling Revolution
- 1 fois Revolution Tag Team Champion avec El Hijo de Rey Misterio (premier)

Tijuana Wrestling
- 1 fois America's Champion
- 1 fois Baja California Middleweight Champion
- 3 fois Tijuana Tag Team Champion avec Saeta Oriental (1), Pequeño Apolo / Super Astro (1) et Rey Guerrero (1)
- 1 fois Tijuana Welterweight Champion

World Wrestling Association
- 1 fois WWA World Junior Light Heavyweight Champion
- 1 fois WWA World Tag Team Champion avec Rey Misterio, Jr.

World Wrestling Organization
- 1 fois WWO World Champion

Xtreme Latin American Wrestling
- 2 fois XLAW Extreme Champion

### Récompenses des magazines
Pro Wrestling Illustrated
- Classé 373e des 500 meilleurs catcheurs de l'histoire au PWI Years en 2003
- Classé 212e des 500 meilleurs catcheurs en 2004